# Akkas församling
Akkas församling är en församling i Tammerfors stift  i Evangelisk-lutherska kyrkan i Finland. Församlingen hette tidigare Sarris.
Akkas var tidigare i pastorat med Sääksmäki församling. Församlingen bildade ett eget pastorat 1483. På finska heter församlingen Akaan seurakunta

## Series pastorum
| Ämbetstid | Namn                     | Levnadstid | Övrigt |
| --------- | ------------------------ | ---------- | ------ |
| 1551-1568 | Ericus Laurentii         |            |        |
| 1579-1603 | Johannes Stephani        |            |        |
| 1603-1604 | Georgius Sigfridi        |            |        |
| 1613-1645 | Johannes Michaelis Ilius | -1645      |        |

### Kapellaner
| Ämbetstid | Namn                 | Levnadstid | Övrigt |
| --------- | -------------------- | ---------- | ------ |
| 1560      | Erich                |            |        |
| 1624      | Jacobus Jacobi Hiisi | -1626      |        |
| 1633      | Ericus Johannis      |            |        |